# Centrepoint (metropolitana di Dubai)
Centrepoint (in arabo سنتربوينت‎?, IPA: sintr bu'int) è una stazione della linea rossa della metropolitana di Dubai. Attuale capolinea orientale della linea, è una delle sole tre stazioni del sistema, insieme con le stazioni di Etisalat e di Nakheel Harbour & Tower, a possedere un parcheggio d'interscambio.
Fino al 4 agosto 2021 era conosciuta come Rashidiya.

## Storia
La stazione di Centrepoint fu costruita come parte della prima tratta della linea rossa della metropolitana, entrata in servizio il 9 settembre 2009 con il nome Rashidiya. Nel 2011, con i suoi 2 634 000 passeggeri, risulta essere una delle stazioni più trafficate del sistema.

## Strutture e impianti
La stazione di Centrepoint, che è dotata di due banchine, una laterale ad una ad isola, è una delle poche stazioni della metropolitana di Dubai ad avere tre binari, anziché due. Dopo la stazione due binari continuano verso il deposito.
La stazione sorge presso Al Rashidiya, una comunità ad ovest di Dubai, in una zona residenziale, vicina soprattutto a scuole e centri comunitari, anche se questa è la stazione della metropolitana più vicina al Dubai Airport Expo.